# Mosstjärnen, Gästrikland
Mosstjärnen är en sjö i Ockelbo kommun i Gästrikland och ingår i Gavleåns huvudavrinningsområde.